# Emma Müller-Vogt
Emma Müller-Vogt (* 5. September 1853 in Laupen; † 8. November 1936 in Bern) von Nidau, war eine Schweizer Frauenrechtlerin.

## Biographie
Emma Vogt war die Tochter von Rosa Caroline "Lina" Imer († 1909) und des Arztes Adolf Vogt (1823–1907). Sie wuchs in einem radikal-demokratischen Elternhaus auf und wurde in Sprachen und Musik ausgebildet. Mit 20 Jahren heiratete sie 1873 den späteren Bundesrat Eduard Müller. Sie bekamen fünf Kinder, von denen zwei jung verstarben. Emma Müller-Vogt war die angeheiratete Tante von Gertrud Woker und eine der farbigsten Frauengestalten im damaligen Bern. Als Politikergattin erschreckte sie die braven Bürger als Sufragette, welche Versammlungen einberief, Frauenvereine initiierte und darauf hinarbeitete, dass Frauen in Vereinsvorstände und Schulkommissionen gewählt werden konnten.

## Wirken

### Gemeinnützige Arbeit

#### Dienstboten
1891 beschloss der Schweizerische Gemeinnützige Frauenverein, nach dem Vorbild von Lenzburg auch in Bern eine Dienstbotenschule zu eröffnen. Die Leitung übertrug sie dem Komitee des gemeinnützigen Frauenvereins, Sektion Bern, und so wurde Emma Müller Vorsteherin dieser Schule.
1910 rief Emma Müller-Vogt auf Anregung von Fanny Schmid gemeinsam mit ihrer Hausangestellten Elise Schafroth den Dienstbotenverein Bern als Zusammenschluss von Hausfrauen und Hausangestellten ins Leben. Mitgründerinnen waren unter anderen Emma Pieczynska-Reichenbach und Helene von Mülinen. Müller war langjährige Präsidentin des Vereins, dessen Zweck die Eröffnung eines Heims für ältere Hausangestellte war, in dem sie ihren Lebensabend verbringen konnten. 1923 konnte in einem ersten Schritt ein Ferienheim in Schwendibach eröffnet werden, ein Jahr später trat Emma Müller-Vogt als Präsidentin zurück.
1912 wurde Emma Müller-Vogt in die Volkswirtschaftliche Kommission der Schweizerischen Gemeinnützigen Gesellschaft gewählt.

#### Kriegswäscherei
Im August 1914 baute sie mit Mitgliedern der Bernischen gemeinnützigen Gesellschaft die erste schweizerische Kriegswäscherei in Bern auf. Diese wurde von einem von ihr präsidierten Komitee lokaler gemeinnütziger Vereine betrieben. Unterstellt waren dem Komitee die Vermittlungsstelle, die Wäschestelle in der Matte sowie die Berufwäschereien und die Flickkomitees, die den Wäschestellen angegliedert waren. 1915 gab es bereits rund zehn fest angestellte Frauen und um die 160 weitere Freiwillige engagierten sich für diesen von den Soldaten dankbar aufgenommenen Dienst, der 1916 wieder aufgehoben wurde.

### Frauenrechte
Emma Müller-Vogt gab Ende der 1890er Jahre den Anstoss zur Gründung des Vereins der Schulfreundlichen in Bern, der die Wählbarkeit von Frauen in Schulkommissionen verlangte. Sie war Mitglied des Frauenkomitees Bern und 1899 Mitgründerin des Frauenvereins Berna, deren Präsidentin sie bis 1904 war. Zusammen mit ihren Vorstandskolleginnen Emma Hodler (Sekretariat), Johanna Schnyder, Anna König und M. Marti-Lehmann (Redaktion), initiierte Müller-Vogt als offizielles Vereinsorgan die gleichnamige Stadtberner Frauenzeitschrift, die am 29. April 1899 erstmals erschien. Das Frauenkomitee Bern mit Emma Müller an der Spitze unterstützte zu Beginn des Ersten Weltkrieges auch das von Madame Koopmann initiierte Soldaten-Café in der Nähe des Etappenlazaretts von Bümpliz. 1916 wurde Emma Müller-Vogt zur Vertreterin der Frauenkonferenzen an der Generalversammlung des Bundes Schweizerischer Frauenvereine (seit 1999 Alliance F) gewählt.
Emma Müller starb vier Tage nach einem Schlaganfall im Alter von 83 Jahren im Schlaf.